# Carlos Sastre
Carlos Sastre Candil (Madrid,  22 de abril de 1975) es un exciclista profesional español, ganador del Tour de Francia 2008.
Profesional entre 1997 y 2011, logró también tres victorias de etapa en el Tour de Francia y se clasificó varias veces entre los diez primeros de la ronda gala y de la Vuelta a España, habiendo conseguido podio en las tres grandes (Giro, Tour y Vuelta).
Está casado con la hermana del fallecido ciclista José María Jiménez y, actualmente, reside en la ciudad de Ávila.

## Biografía

### Etapa juvenil y amateur

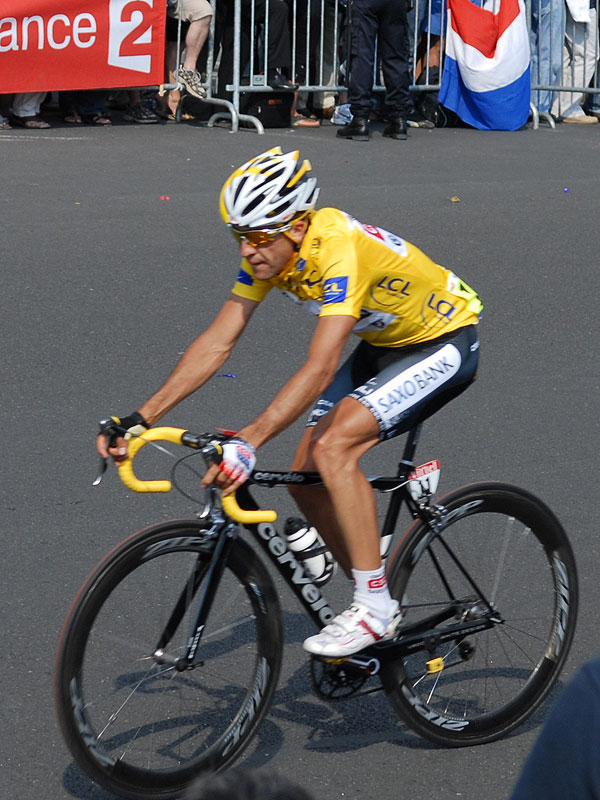
Carlos Sastre con el maillot amarillo del Tour de Francia de 2008, entrando en la meta de París tras lograr su victoria en la carrera.

Se crio en el municipio madrileño de Leganés, y a los 18 años se mudó a El Barraco (Ávila), para formarse como corredor en la escuela de ciclismo Fundación Provincial Deportiva Víctor Sastre, que su padre fundó en los años 80 para luchar contra la drogadicción y dar esperanza a los jóvenes de la vecindad a través de este deporte.

### 1997-2001: ONCE
Debutó como profesional en el equipo ONCE de Manolo Saiz en 1997, estructura en la que desempeñó fundamentalmente el papel de gregario y con la que obtuvo su primer éxito al imponerse en la clasificación de la montaña junto con un octavo puesto en la Vuelta a España 2000.

### 2002-2008: CSC
En la temporada 2002 fichó por el equipo danés CSC-Tiscali, dirigido por Bjarne Riis. Sastre actúa como jefe de filas en la Vuelta a España y, hasta 2005, como independiente en el Tour, logrando vencer en la 13.ª etapa (Toulouse-Ax-3 Domaines) del Tour de Francia de 2003. Sin embargo, en el Tour de Francia 2005, actuó como gregario de Ivan Basso, líder del equipo en la ronda gala.

#### 2002-2007

##### Vuelta a España
Su mejor resultado en la Vuelta a España ha sido el segundo puesto logrado en dos ediciones, la edición de 2005 y la de 2007, aunque anteriormente ya fue 4.º en vuelta ciclista a España 2006 y 6.º en 2004.

##### Tour de Francia
En el Tour de Francia siempre ha cuajado grandes actuaciones.
En sus primeros tours con el CSC trabajó como gregario para otros corredores como Ivan Basso, aun así se colocó entre los diez primeros varios años, 8.º en 2004, 9.º en 2003 y 10.º en 2002.
Fue tercero en 2006 después de la descalificación de Floyd Landis, hizo excelentes etapas como en la 17.ª, Saint Jean de Maurienne-Morzine en la que atacó y fue segundo detrás de Floyd Landis, pero tras ser descalificado este, la victoria pasó a su poder.
Quedó en 4.º en 2007, en el que demostró una gran regularidad en la montaña pero fallando en las cronos, quedando por detrás de corredores más especialistas como Alberto Contador, Cadel Evans y Levi Leipheimer.

#### 2008: ganador del Tour de Francia y pódium en la vuelta

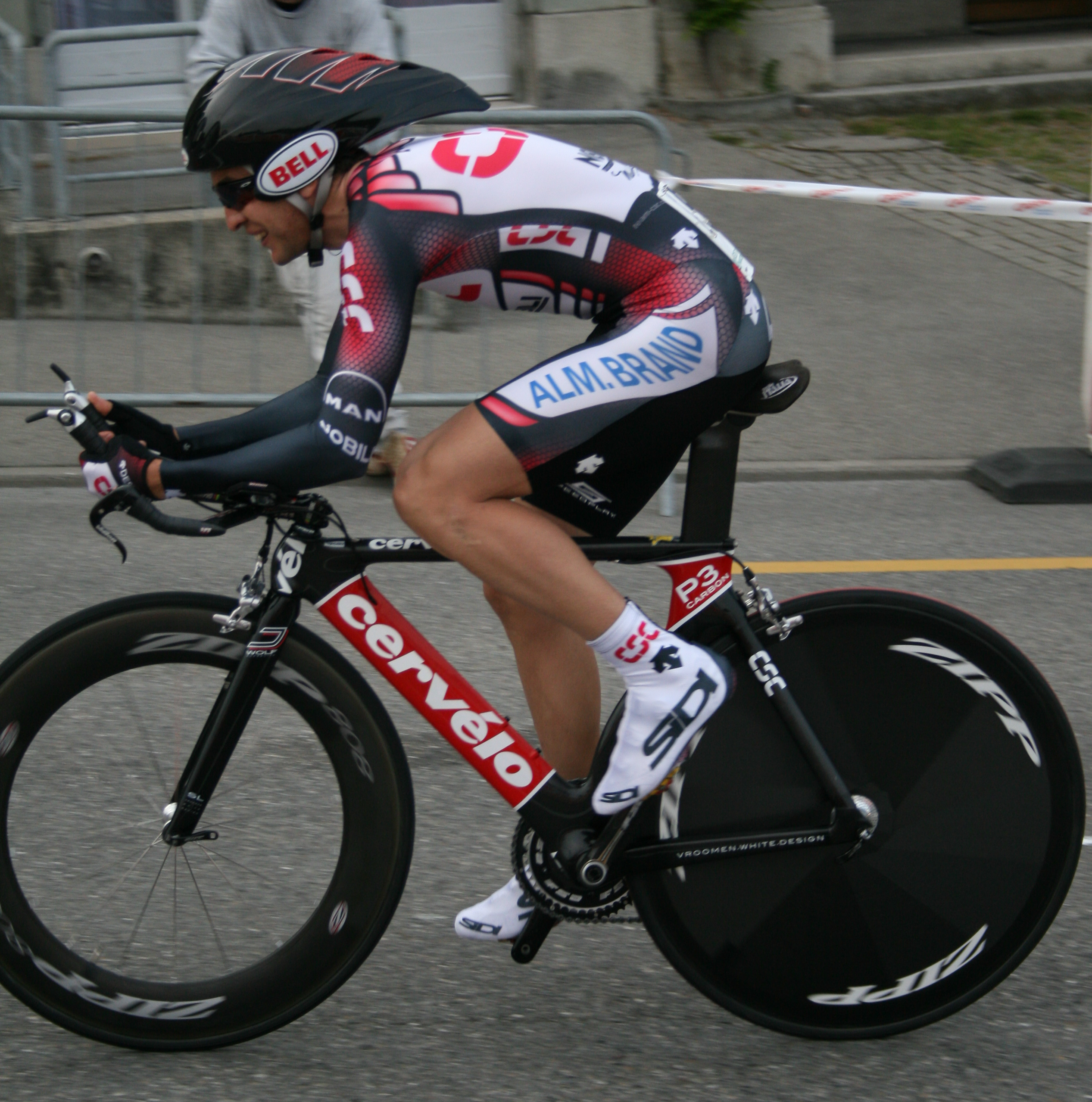
Carlos Sastre en el prólogo del Tour de Romandía 2007

Su mejor actuación llegó en la edición de 2008 en la que se alzó con el triunfo final. En esta edición ganó la etapa de Embrun-Alpe d'Huez tras una fuga en solitario a lo largo del puerto, lo que le hizo vestir el maillot de líder con 1' 24" sobre su inmediato perseguidor Fränk Schleck. Esta ventaja fue suficiente como para conseguir el triunfo final en París, a pesar de una dura penúltima etapa contrarreloj en la que su rival más peligroso, el especialista Cadel Evans, consiguió recortar poco tiempo. Al acabar la etapa Sastre quiso acordarse de su familia y de su cuñado, el fallecido 'Chava' Jiménez: "Este es un sueño que queríamos los dos, seguro que desde allí me ha ayudado"
Completó la temporada 2008 con un tercer puesto en la Vuelta a España, siendo entonces la primera ocasión desde que la Vuelta se disputa en septiembre en que el vencedor del Tour hace podio también en la ronda española. Este logro ha sido repetido desde entonces por Chris Froome, quien ganó el Tour en 2016 y terminó segundo en la Vuelta.

### 2009-2010: Cervélo
El 5 de septiembre de 2008, en la jornada de descanso de la Vuelta ciclista a España 2008, anunció su fichaje por el equipo canadiense Cervélo para las dos temporadas siguientes, al estar en desacuerdo con su director de equipo Bjarne Riis.

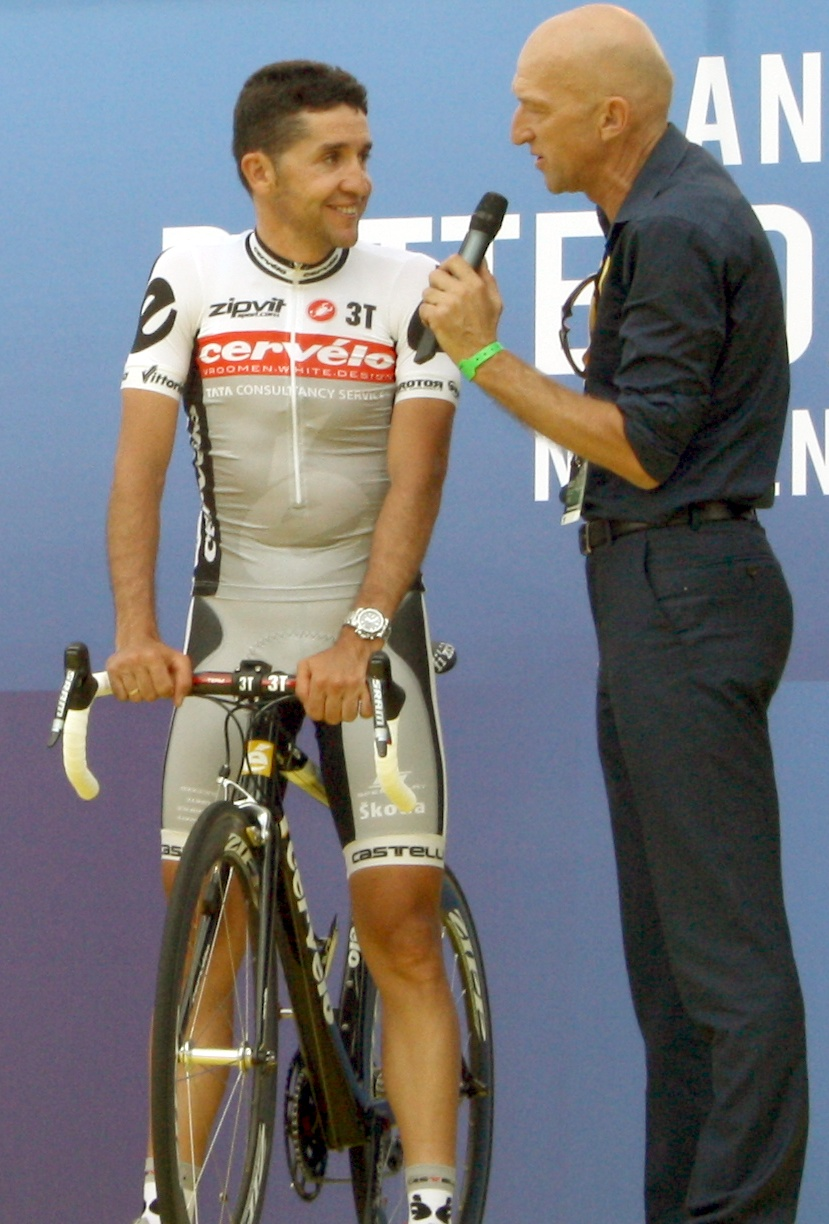
Sastre en la presentación del Tour 2010

En el año 2009, compitió en el Giro de Italia consiguiendo la victoria en dos etapas de montaña y el segundo puesto de la general final tras las descalificaciones de los italianos Danilo di Luca y Franco Pellizotti. Con esta carrera completa las tres grandes vueltas seguidas en menos de un año, con la victoria en el Tour, tercero en la Vuelta y segundo en el Giro.
Más tarde, realizó un discreto Tour de Francia, donde finalizó en 17.ª posición. Fue entonces cuando dio por concluida su temporada, alegando cansancio físico y mental después haber corrido cuatro Grandes Vueltas consecutivas y los Juegos Olímpicos.
En el año 2010 acudió muy corto de días de competición al Giro de Italia. Tras varias caídas y sin encontrarse nunca a gusto terminó en el 8.º puesto. Se le detectó una hernia de disco que le provocó muchos dolores.
Finalmente acudió al Tour de Francia en el que nunca se encontró a gusto, hasta la semana final. Terminó en el puesto 20.º.
Tras el Tour participó en la Clásica de San Sebastián donde obtuvo la 3.ª plaza, su mejor resultado en una clásica.
Tomó la salida en la Vuelta a España, repitiendo su actuación de 2006 cuando participó en Giro, Tour y Vuelta.

### 2011: Team Geox
El 16 de agosto de 2010 anunció su fichaje por el equipo Team Geox. Un año después, el 15 de septiembre de 2011, comunicó su decisión de retirarse del ciclismo profesional.

## Palmarés
| 2000 - Clasificación de la montaña de la Vuelta a España 2001 - 1 etapa de la Vuelta a Burgos 2003 - 1 etapa del Tour de Francia 2005 - 1 etapa de la Escalada a Montjuic - 3.º en la Vuelta a España 2006 - Klasika Primavera - 3.º en el Tour de Francia, más 1 etapa | 2007 - 2.º en la Vuelta a España 2008 - Tour de Francia , más 1 etapa y clasificación de la montaña - 3.º en la Vuelta a España 2009 - 2.º en el Giro de Italia, más 2 etapas |

## Resultados en Grandes Vueltas y Campeonatos del Mundo

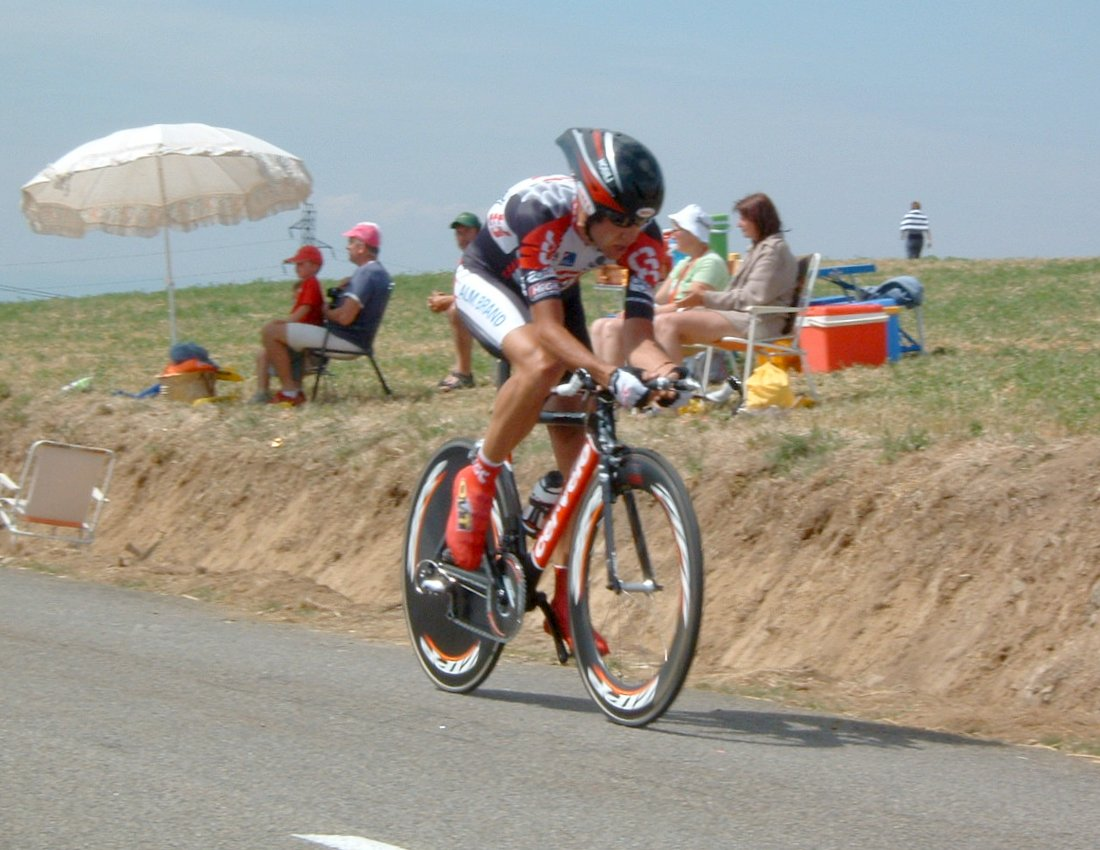
Tour 2005: Sastre.

| Carrera         | Carrera         | 1997 | 1998 | 1999  | 2000 | 2001 | 2002 | 2003 | 2004 | 2005 | 2006 | 2007 | 2008 | 2009 | 2010 | 2011 |
| --------------- | --------------- | ---- | ---- | ----- | ---- | ---- | ---- | ---- | ---- | ---- | ---- | ---- | ---- | ---- | ---- | ---- |
|                 | Giro de Italia  | —    | —    | 101.º | —    | —    | 38.º | —    | —    | —    | 43.º | —    | —    | 2.º  | 8.º  | 30.º |
|                 | Tour de Francia | —    | —    | —     | —    | 20.º | 10.º | 9.º  | 8.º  | 21.º | 3.º  | 4.º  | 1.º  | 15.º | 19.º | —    |
|                 | Vuelta a España | —    | —    | —     | 8.º  | Ab.  | —    | 35.º | 6.º  | 3.º  | 4.º  | 2.º  | 3.º  | —    | 7.º  | 20.º |
| Mundial en Ruta | Mundial en Ruta | —    | —    | —     | 98.º | —    | —    | —    | —    | —    | 49.º | Ab.  | —    | —    | —    | —    |

—: no participa

Ab.: abandono

## Equipos
- ONCE (1997-2001)
- Team CSC (2002-2008)
- Cervélo Test Team (2009-2010)
- Geox-TMC (2011)[11]

## Premios, reconocimientos y distinciones
- 3.º en la Bicicleta de Oro (2008)
- Medalla de Oro de la Real Orden del Mérito Deportivo, otorgada por el Consejo Superior de Deportes (2009)